# Chiến tranh Trung–Ấn
Chiến tranh Trung–Ấn (戰爭中印; Hindi: भारत-चीन युद्ध Bhārat-Chīn Yuddh), còn được gọi là Xung đột biên giới Trung–Ấn, là một cuộc chiến tranh giữa Cộng hòa Nhân dân Trung Hoa và Ấn Độ. Nguyên nhân chính của cuộc chiến là việc tranh chấp khu vực biên giới Aksai Chin và bang Arunachal Pradesh, mà Trung Quốc gọi là Nam Tây Tạng. Ngoài ra, còn những nguyên nhân khác như hàng loạt các cuộc xung đột biên giới diễn ra sau cuộc nổi dậy Tây Tạng năm 1959 và Ấn Độ trao quy chế tị nạn chính trị cho Đạt Lai Lạt Ma. Ấn Độ cũng thực hiện chính sách thiết lập một số tiền đồn dọc biên giới, gồm cả một số vị trí nằm ở phía bắc tuyến McMahon, là phần phía đông của đường kiểm soát trên thực tế do Trung Quốc tuyên bố năm 1959.
Giao tranh bắt đầu ngày 20 tháng 10 năm 1962 giữa Quân Giải phóng Nhân dân và Quân đội Ấn Độ. Quân Trung Quốc đồng loạt mở các cuộc tấn công tại Ladakh và dọc theo tuyến McMahon ngày 20 tháng 10 năm 1962, trùng hợp với cuộc khủng hoảng tên lửa Cuba. Quân Trung Quốc tràn qua các vị trí của quân Ấn Độ tại cả hai mặt trận, đánh chiếm được Rezang la tại Chushul ở mặt trận phía tây, cũng như Tawang ở mặt trận phía đông. Cuộc chiến kết thúc khi Trung Quốc đơn phương tuyên bố ngừng bắn vào ngày 20 tháng 11 năm 1962, và rút khỏi phần lớn các khu vực chiếm được.
Cuộc chiến tranh Trung Ấn đáng chú ý vì đây là cuộc chiến sơn cước quy mô lớn ở độ cao trên 4250 mét.
đặt ra nhiều vấn đề hậu cần cho cả hai bên tham chiến. Cuộc chiến cũng đáng ghi nhớ bởi việc cả hai bên không sử dụng không quân hay hải quân tham chiến.
Hệ quả của cuộc chiến là Ấn Độ thay đổi toàn diện quân đội để chuẩn bị cho các xung đột tương tự trong tương lai và đã đặt áp lực lên Thủ tướng Ấn Độ Jawaharlal Nehru, người bị cho là chịu trách nhiệm vì đã không tiên liệu cuộc xâm lấn của Trung Quốc.

## Địa điểm
Địa điểm tranh chấp nằm quanh khu vực phía bắc và phía nam của phân tuyến McMahon, nơi mà cả Ấn Độ và Trung Quốc đều tuyên bố chủ quyền thuộc về họ từ nhiều thế kỷ trước. Đây là vùng đệm tiếp giáp biên giới hai nước, nối liền miền Bắc Ấn Độ với hai khu tự trị Tân Cương và Tây Tạng thuộc Trung Quốc.

## Bối cảnh

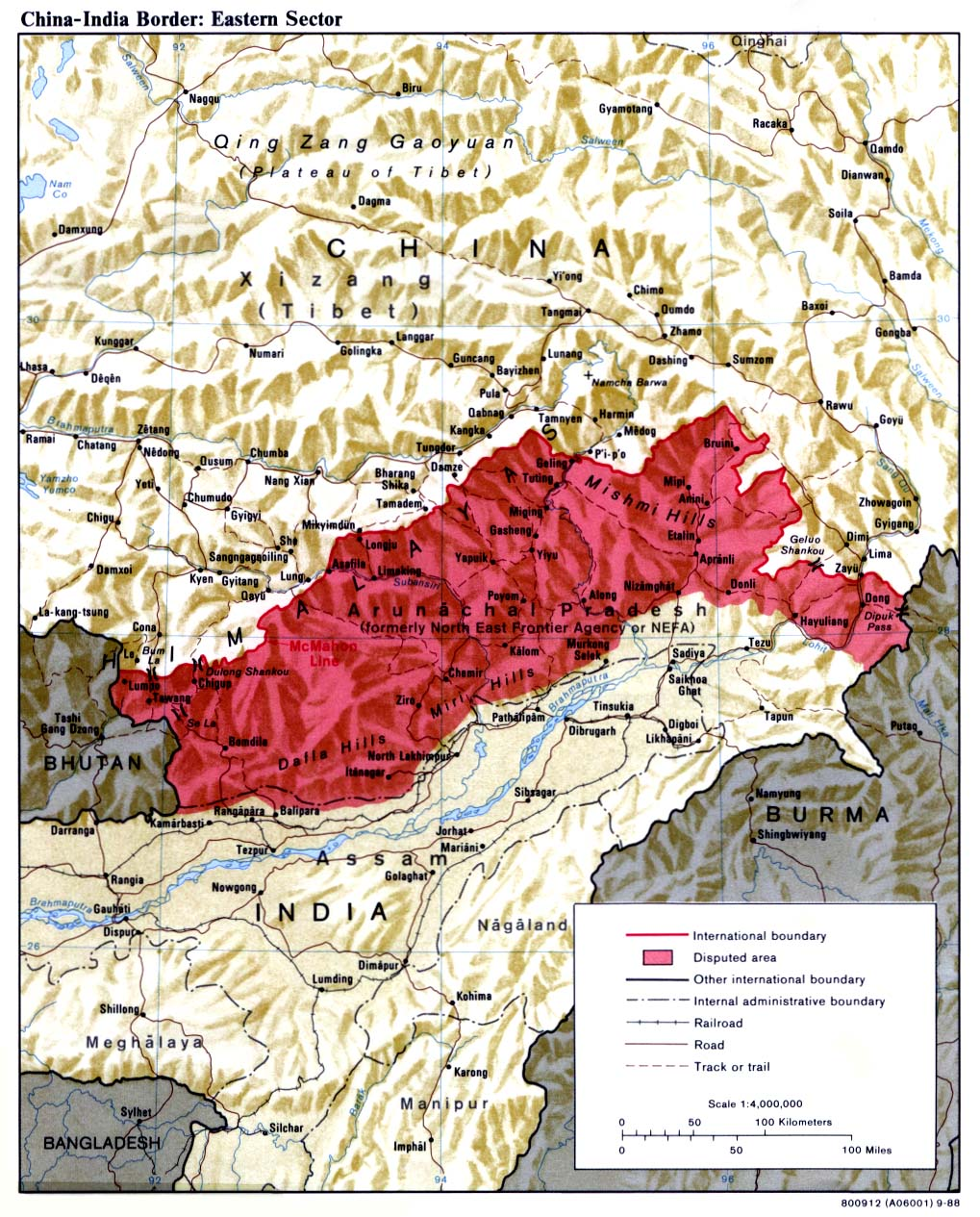
Phần màu đỏ là đường McMahon

Mọi quan hệ giữa Ấn Độ và Trung Quốc đều bị chi phối bởi vấn đề biên giới vẫn chưa giải quyết từ hơn 50 năm nay. Trung Quốc và Ấn Độ giáp nhau trên 3550 km, được phân cách bởi dãy núi Himalaya hiểm trở và vùng cao nguyên Tây Tạng. Trong nhiều thế kỷ, Tây Tạng là vùng đệm giữa hai nước. Sau khi Trung Quốc chiếm Tây Tạng năm 1950, hai vùng đệm hiện nay là hai nước Nepal và Bhutan, nằm ở phía nam dãy Himalaya. Ba khu vực ngày nay vẫn là điểm nóng của sự xung đột giữa Ấn Độ và Trung Quốc: Aksai Chin ở tụ điểm của biên giới ba nước Pakistan, Ấn Độ và Trung Quốc, Arunachal Pradesh, ở Đông Bắc Ấn Độ và Kashmir,Tây Bắc Ấn Độ.
Aksai Chin hiện thuộc quyền quản lý của Trung Quốc nhưng Ấn Độ coi như thuộc về mình và đòi lại. Ngược lại, Arunachal Pradesh là một tiểu bang của Ấn Độ nhưng Trung Quốc lại coi là thuộc về Tây Tạng và đòi Ấn Độ trả lại. Kashmir là vùng tranh chấp giữa Ấn Độ và Pakistan, mỗi bên chiếm một nửa và đòi bên kia phải trả phần còn lại. Mâu thuẫn giữa Ấn Độ và Trung Quốc ở Kashmir là vì Trung Quốc ủng hộ Pakistan.
Trong những thế kỷ trước Trung Quốc và Ấn Độ rất ít quan hệ vì địa lý cản trở. Khi hai nước giành độc lập và thoát khỏi ách ngoại bang vào cùng thời điểm, những đường biên giới do các nước thực dân ấn định trở thành đầu mối cho những xung đột có khi dẫn đến chiến tranh. Bản tuyên ngôn độc lập năm 1947 cũng chia cắt lãnh thổ Ấn Độ thành hai nước là Pakistan và Liên Bang Ấn Độ. Đó là một sự phân chia đẫm máu: từ 300,000 đến 500,000 người bị thảm sát trong các cuộc chém giết lẫn nhau của hai cộng đồng Hồi giáo và Ấn Độ giáo, đẩy 10 đến 15 triệu người phải lánh nạn từ vùng này sang vùng kia. Sự chia cắt đất nước và ba cuộc Chiến tranh Ấn Độ - Pakistan tiếp nối nhau (1947-1948, 1965, 1971) để giành giật vùng Kashmir vẫn là vết thương nhức nhối truyền từ thế hệ này sang thế hệ khác tại Ấn Độ. Việc Trung Quốc ngay từ đầu và cho đến ngày nay luôn là đồng minh đắc lực của Pakistan chỉ có thể thêm một ung nhọt cho quan hệ đã căng thẳng giữa hai nước. Trung Quốc cũng không ngần ngại dùng Pakistan để cảnh báo Ấn Độ ngay cả những lúc hai bên vui vẻ với nhau nhất: ngay sau khi viếng thăm Ấn Độ tháng 11 năm 2006, Chủ tịch nước Hồ Cẩm Đào bay sang Pakistan, như để nhắc lại một trong những điểm bất di bất dịch của đường lối ngoại giao mình. Chính sách "tay đấm tay xoa" này cũng thể hiện qua việc tổng lãnh sự Trung Quốc tại Ấn Độ Sun Yuxi, chỉ một tuần trước chuyến công du của ông Hồ Cẩm Đào, tuyên bố: "Quan điểm của chúng tôi là toàn bộ tiểu bang Arunachal Pradesh thuộc lãnh thổ Trung Quốc. Chúng tôi đòi lại tất cả." Điều này khiến cho bộ trưởng ngoại giao Ấn Độ Pranab Mukherjee phải đối đáp lại: " Arunachal Pradesh là một bộ phận của Ấn Độ".
Mâu thuẫn giữa Trung Quốc và Ấn Độ trong vùng Kashmir cũng không chỉ vì Pakistan mà còn vì một khu vực hai bên trực tiếp tranh giành nhau. Aksai Chin là một vùng đất rộng 38,000 km², ở độ cao 5000 thước, hoang vu và khô cằn, rất ít dân cư nhưng ở vị trí chiến lược giữa ba nước Pakistan, Ấn Độ và Trung Quốc. Aksai Chin ngày xưa thuộc về vương quốc Ladakh nhưng được sáp nhập vào Ấn Độ thuộc Đế quốc Anh khi Anh  ký hiệp ước năm 1904, ấn định biên giới giữa Tây Tạng và Ấn Độ theo đường ranh giới McMahon. Trung Quốc lúc ấy không công nhận Tây Tạng là nước độc lập nên cũng không công nhận Đường kiểm soát Ấn Độ - Trung Quốc. Vì vị trí chiến lược của Aksai Chin, nằm trên quốc lộ 219 của Ấn Độ nối Tây Tạng và tỉnh Tân Cương, Trung Quốc nhất định giữ quyền kiểm soát khu vực này.
Trung Quốc cũng đòi lại một khu vực rộng khoảng 82,000 km² ở Đông Bắc Ấn Độ hiện là tiểu bang Arunachal Pradesh nhưng Trung Quốc thường gọi là Zangnan (Tạng Nam). Arunachal Pradesh có hơn 1 triệu dân, đại đa số gốc Tây Tạng, Miến Điện và người Thái, chỉ khoảng 15% là di dân từ các vùng khác của Ấn Độ, đặc biệt là hai tiểu bang lân cận Assam và Nagaland. Tại hội nghị Simla năm 1913-1914, thống đốc Anh Henry McMahon đã ấn định biên giới giữa Ấn Độ và Tây Tạng theo một đường ranh giới mệnh danh là "Đường kiểm soát Ấn Độ - Trung Quốc" (McMahon Line) nhằm nới rộng vùng kiểm soát của Anh và tạo ra một số vùng đệm. Các đại diện Anh và Tây Tạng tại hội nghị thông qua đường ranh giới này nhưng Trung Quốc chối từ ký hiệp định vì khẳng định Tây Tạng thuộc chủ quyền của mình và đường McMahon vô giá trị. Năm 1950, thấy Trung Quốc sửa soạn chiếm Tây Tạng, Ấn Độ đơn phương ấn định biên giới theo Đường kiểm soát Ấn Độ - Trung Quốc tuy Trung Quốc phản đối. Trong hơn 10 năm sau đó, vấn đề lắng dịu nhờ không khí hoà hoãn giữa hai nước, nhưng bùng lên trở lại với cuộc Chiến tranh Trung–Ấn và Tranh chấp biên giới Ấn-Trung vào năm 1962. Trung Quốc kéo quân sang chiếm đa số khu vực này nhưng sau khi tuyên bố chiến thắng, rút trở lại sau Đường kiểm soát Ấn Độ - Trung Quốc.

## Diễn biến trước khi Trung Quốc tấn công
Tháng 6 năm 1962, các lực lượng Ấn Độ thành lập một tiền đồn ở Dohla trên sườn phía nam của Thagla. Thagla nằm ở phía bắc của đường McMahon nhưng lại nằm ở phía nam rặng núi mà Ấn Độ giải thích rằng đường McMahon đã thể hiện. Vào tháng tám Trung Quốc đã ban hành các phản đối ngoại giao và bắt đầu chiếm các vị trí ở Thagla, vào ngày 8 tháng 9 (PLA) đã cử 60 đơn vị mạnh xuống khống chế một vị trí quan trọng ở phía nam sườn núi.
Những bài viết của báo chí Ấn Độ nói rằng họ không được thông báo gì về điều đó nhưng Thủ tướng Nehru đã trấn an giới truyền thông rằng quân đội đã được lệnh "có thể hành động tự do trên lãnh thổ của mình "và quân đội đã đưa ra quyết định sử dụng vũ lực. Ngày 11 tháng 9, giới truyền thông đã được phía quân đội cho biết rằng " tất cả các cuộc tuần tra của quân đội đã được lệnh nổ súng lên bất kỳ trang bị nào của người Trung Quốc xâm nhập vào lãnh thổ Ấn Độ".
Tuy nhiên các hoạt động để chiếm Thagla theo chỉ thị của Nehru rõ ràng là đã được thực hiện rất chậm vì mỗi người lính Ấn phải mang 35 kg hành lý trên một chặng đường rất dài làm cho kế hoạch này bị chậm lại.thời điểm tiểu đoàn Ấn Độ đến địa điểm của cuộc xung đột thì các đơn vị TQ đã kiểm soát cả hai bờ sông Chunamka. Ngày 20 tháng 9, quân đội Trung Quốc ném lựu đạn vào binh lính Ấn Độ và một vụ đọ súng đã lan rộng gây ra một loạt các vụ xung đột kéo dài đến hết tháng 9.
Ngày 3 tháng 10, Chu Ân Lai viếng thăm Nehru ở New Delhi hứa hẹn sẽ không có chiến tranh, ngày 4 tháng 10, Kaul (chỉ huy quân đội Ấn tại Thagla) được giao một số lực lượng với việc đảm bảo an ninh ở phía nam Thagla, Kaul quyết định việc đầu tiên là phải đảm bảo an toàn cho Yumtso La, một vị trí chiến lược quan trọng trước khi lấy lại các vùng thuộc Dhola đã bị mất. Một thời gian sau đó Kaul đã nhận ra rằng các cuộc tiến công sẽ là tuyệt vọng và chính phủ Ấn Độ phải cố gắng để ngăn chặn chiến sự có thể leo thang thành một cuộc chiến toàn diện. Ông hài hước nói rằng quân đội Ấn Độ đã đi du lịch đến Thagla trong điều kiện thời tiết khắc nghiệt mà trước đó họ chưa từng trải qua, hai quân nhân trong đơn vị của ông đã chết vì bệnh phù phổi.
Ngày 10 tháng 10, một đội tuần tra 50 quân Punjab của Ấn Độ đến Yumtso La đã gặp một đơn vị quân đội Trung Quốc khoảng 1000 binh sĩ, quân đội Ấn Độ dã không có được vị trí chiến đấu tốt, ở Yumtso La với độ cao khoảng 16.000 feet (4.900 m) trên mực nước biển, không có hỗ trợ của pháo binh. Quân Trung Quốc đã nổ súng vào đơn vị tuần tra của Ấn Độ với niềm tin rằng họ đang ở phía bắc của đường McMahon, quân Ấn Độ bị bao vây bởi các đơn vị Trung Quốc, họ tổ chức cuộc tấn công đầu tiên gây thương vong nặng nề cho binh lính Ấn Độ. Đến thời điểm quân Ấn đã ở một vị trí có thể đẩy lui quân Trung Quốc với súng cối và súng máy,tuy nhiên chuẩn úy Dalvi chọn phương án không đánh tiếp vì có nhiều binh sĩ Ấn hy sinh,họ chăm chú theo dõi quân Trung Quốc chuẩn bị cho một cuộc tiến công thứ hai. Quân Ấn Độ bắt đầu rút lui khi nhận thấy tình hình trở nên vô vọng. Đội tuần tra Ấn 25 binh sĩ bị thương vong con số này phía Trung Quốc là 33, quân Trung Quốc đã tổ chức cứu chữa các binh sĩ của họ khi người Ấn rút lui sau đó chôn cất người chết. Đây là lần đầu tiên có sự xuất hiện của vũ khí chiến đấu hạng nặng.
Cuộc tấn công này đã có tác động nghiêm trọng đối với Ấn Độ và Jawaharlal Nehru cố gắng để giải quyết vấn đề. Ngày 18 tháng 10, đã được mô tả rõ ràng rằng người Trung Quốc đang chuẩn bị cho một cuộc tấn công vào Ấn Độ. Một đường dài các con la và phu khuân vác đã được quan sát thấy đang tham gia vận chuyển và gia cố các vị trí quân sự phía nam núi Thagla.

### Trung Quốc chuẩn bị
Hai yếu tố chính dẫn đến xung đột của Trung Quốc với Ấn Độ là:
- Lập trường của Ấn Độ về tranh chấp biên giới.
- Trung Quốc muốn lật đổ chế độ thân Ấn Độ ở Tây Tạng.
- Trung Quốc muốn làm suy yếu, trừng phạt và kết thúc những nỗ lực của Ấn Độ kiểm soát Tây Tạng, đáng chú ý có mục tiêu khôi phục lại Tây Tạng như trước năm 1949.

Một nhận thức khác là "Trung Quốc muốn trừng phạt Ấn Độ vì đã xâm lược lãnh thổ Trung Quốc dọc theo biên giới". John W. Garver lập luận rằng những nguyên nhân đầu tiên có thể là không chính xác, tuy nhiên nguyên nhân thứ hai theo cách nói của ông là "đáng kể và chính xác".
Một yếu tố khác ảnh hưởng tới quyết định của Trung Quốc trong cuộc Chiến tranh Trung–Ấn là để ngăn chặn một sự bao vây của Liên Xô-Mỹ-Ấn Độ cô lập Trung Quốc. Quan hệ của Ấn Độ - Liên Xô và Hoa Kỳ đã được cải thiện mạnh mẽ vào thời gian này, Trung Quốc đã tính toán thời điểm Liên Xô bị sa vào cuộc khủng hoảng tên lửa tại Cuba sẽ không thể can thiệp vào Chiến tranh Trung–Ấn. Thực tế cho thấy rằng Trung Quốc đã tính toán chính xác. Trong thời gian chiến tranh, song song với những hành động quân sự, Trung Quốc vẫn quan sát hành động của người Mỹ để tránh mọi sự can thiệp của Mỹ và Liên Xô vào cuộc chiến khi cả hai siêu cường này đã tập trung các lực lượng của họ xung quanh Cuba.
Trong ngày diễn ra đụng độ lớn đầu tiên tại Dohla diễn ra vào ngày 20 tháng 10 trùng khớp chính xác với việc Mỹ huy động một cuộc phong tỏa chống Cuba cũng vào ngày 20 tháng 10. Garver lập luận rằng người Trung Quốc đánh giá một cách chính xác các chính sách biên giới của Ấn Độ đặc biệt là chính sách chuyển tiếp, ông lập luận rằng một trong những yếu tố chính dẫn đến quyết định của Trung Quốc chiến tranh với Ấn Độ là vấn đề Tây Tạng. Nghiên cứu từ Trung Quốc xuất bản vào những năm 1990 xác nhận rằng nguyên nhân sâu xa là sự cảm nhận về một cuộc xâm lược của Ấn Độ ở Tây Tạng, với chính sách chuyển tiếp đơn giản là tạo chất xúc tác cho các phản ứng của Trung Quốc. Các lãnh đạo Trung Quốc tin rằng họ đã bảo vệ lãnh thổ mà họ cho rằng hợp pháp mà theo thực tế Trung Quốc đã chiếm đóng trước và coi chính sách chuyển tiếp tại Ấn Độ nhằm mục đích dần dần sáp nhập Tây Tạng về mình. Mao Trạch Đông tự so sánh chính sách chuyển tiếp của Ấn Độ như là một nước đi chiến lược trong bàn cờ Trung Quốc.
Mao nói:"nước đi của họ Ấn Độ tiếp tục đẩy về phía trước như những quân cờ qua sông thì chúng tôi phải làm gì? Chúng tôi cũng có thể đặt ra một vài quân cờ về phía sông của chúng tôi. Nếu họ không vượt qua thì đó là tuyệt vời, nếu họ vượt sông chúng tôi sẽ ăn chúng.Tất nhiên chúng tôi sẽ không ăn chúng một cách mù quáng, thiếu sự kiên nhẫn trong những vấn đề nhỏ sẽ làm rối loạn một kế hoạch lớn".
Các động cơ của chính sách chuyển tiếp là để cắt đứt các tuyến đường cung cấp cho quân đội Trung Quốc trong vùng Aksai Chin. Theo Lịch sử Ấn Độ, chính sách tiến về phía trước được tiếp tục là do những thành công ban đầu của nó, rằng quân đội Trung Quốc sẽ rút lui khi họ gặp phải các khu vực đã bị chiếm đóng bởi quân đội Ấn Độ. Nó cũng cho rằng chính sách chuyển tiếp đã thành công trong việc cắt giảm các đường cung cấp của quân đội Trung Quốc tiến đến phía nam của đường McMahon.
Tuy nhiên chính sách chuyển tiếp ''ngủ quên'' trên giả định là Trung Quốc "không có khả năng sử dụng vũ lực chống lại bất kỳ lực lượng nào của chúng tôi ngay cả khi họ đã ở một vị trí có thể làm như vậy".Đã không có bất kỳ đánh giá lại nghiêm túc về chính sách này. Nehru tự tin là Trung Quốc không thể cung cấp hậu cần hỗ trợ cho khu vực tranh chấp trên địa hình núi cao với khoảng cách dài hơn 5000 km từ khu vực đông dân cư của Trung Quốc.
Đến đầu năm 1962, lãnh đạo Trung Quốc bắt đầu lo sợ rằng Ấn Độ dự định khởi động một cuộc tấn công lớn chống lại quân đội Trung Quốc và rằng giới lãnh đạo Ấn Độ muốn có một cuộc chiến tranh.
Năm 1961, quân đội Ấn Độ được gửi tới Goa - một khu vực nhỏ thuộc địa của Bồ Đào Nha không có biên giới quốc tế với nước nào khác ngoài Ấn Độ, sau khi Bồ Đào Nha từ chối trả thuộc địa này lại cho Ấn Độ. Mặc dù hành động này đã không chịu nhiều kháng nghị quốc tế và của phe đối lập, Trung Quốc đã nhìn thấy nó như là một ví dụ về tính chất bành trướng của Ấn Độ. Bộ trưởng Quốc phòng (Ấn Độ) tuyên bố "nếu Trung Quốc không rút khỏi các khu vực chiếm đóng, Ấn Độ sẽ phải lặp lại những gì đã làm ở Goa, Ấn Độ chắc chắn sẽ đánh đuổi các lực lượng Trung Quốc". Trong khi một thành viên khác trong một kỳ đại hội tại Ấn Độ đã phát biểu "Ấn Độ sẽ thực hiện các bước để kết thúc sự xâm lược của Trung Quốc trên đất Ấn Độ cũng giống như đã kết thúc sự xâm lược của Bồ Đào Nha ở Goa".
Đến giữa năm 1962, các lãnh đạo Trung Quốc nhận thấy rõ ràng rằng các cuộc đàm phán đã không đạt được bất kỳ tiến bộ nào và chính sách chuyển tiếp ngày càng được nhận thức như là một mối đe dọa nghiêm trọng. New Dehli ngày càng gửi quân thăm dò sâu hơn vào các đường biên giới và cắt đứt các đường cung ứng của Trung Quốc. Nguyên soái Trần Nghị nhận xét tại cuộc họp cấp cao nhất giữa hai chính phủ:"Chính sách chuyển tiếp của Nehru là một con dao mà ngài muốn đặt nó trong tim của chúng tôi.Chúng tôi không thể nhắm mắt và chờ đợi cái chết", các lãnh đạo Trung Quốc tin rằng những hạn chế của họ về mặt địa lý đã được phía Ấn Độ coi là điểm yếu dẫn đến hành động tiếp tục khiêu khích và rằng một chính sách quân sự là cần thiết để ngăn chặn sự xâm lược của Ấn Độ.
Xu Yan, giáo sư lịch sử quân sự Trung Quốc và là giáo sư đại học quân sự quốc phòng quốc gia tham mưu cho quyết định của lãnh đạo Trung Quốc để đi đến chiến tranh. Đến cuối tháng 9 năm 1962, lãnh đạo Trung Quốc đã bắt đầu xét lại chính sách chuyển tiếp, vấn đề Tây Tạng và quyết định về một cuộc tấn công lớn.
Các lãnh đạo Trung Quốc lúc đầu có được một cái nhìn thiện cảm đối với Ấn Độ từng là thuộc địa của Anh. Tuy nhiên, chính sách chuyển tiếp của Nehru thuyết phục các lãnh đạo Trung Quốc rằng các lãnh đạo giành độc lập cho Ấn Độ là hiện thân mới của chủ nghĩa đế quốc Anh. Vì vậy, chính phủ Ấn Độ phải được dạy một bài học khó quên, Mao Trạch Đông đã nói:"Thay vì liên tục bị cáo buộc xâm lược tốt hơn hết hãy để cho thế giới biết những gì xảy ra khi Trung Quốc thực sự chuyển động các cơ bắp của nó".

### Ấn Độ lập kế hoạch quân sự
Phía Ấn Độ tin tưởng rằng chiến tranh sẽ không thể xảy ra và chuẩn bị sơ sài khi họ chỉ có hai sư đoàn trong khu vực xung đột. Tháng 8 năm 1962, du kích Palit tuyên bố rằng một cuộc chiến tranh với Trung Quốc trong tương lai gần có thể được loại trừ. ngay cả trong tháng 9 năm 1962 khi quân đội Ấn được lệnh "trục xuất người Trung Quốc" khỏi Thagla, thiếu tá J.S Dhillon bày tỏ ý kiến cho rằng "kinh nghiệm ở Ladakh đã chỉ ra rằng bắn một vài viên đạn vào người Trung Quốc sẽ gây ra sự sợ hãi cho họ, khiến họ chạy đi". Chính vì điều này quân đội Ấn Độ đã hoàn toàn không được chuẩn bị khi cuộc xung đột Yumtso La xảy ra.
Gần đây, giải mật tài liệu của CIA được biên soạn vào thời điểm đó cho thấy Ấn Độ ước tính các khả năng của Trung Quốc bỏ bê quân sự để tập trung tăng trưởng kinh tế. Nếu Nehru có nhiều hơn những tướng lĩnh cùng chí hướng thì Ấn Độ sẽ có nhiều khả năng sẵn sàng đối phó với một cuộc tấn công từ Trung Quốc.
Ngày 6 tháng 10 năm 1962, lãnh đạo Trung Quốc triệu tập cuộc họp, Lâm Bưu báo cáo rằng các đơn vị tình báo PLA đã xác định quân đội Ấn Độ có thể tấn công các đơn vị của Trung Quốc tại Thagla vào ngày 10 tháng 10 (chiến dịch nón rơm). Các lãnh đạo Trung Quốc và hội đồng quân sự trung ương quyết định khởi động một cuộc tấn công quân sự quy mô lớn để trừng phạt sự xâm lược từ Ấn Độ. Tại Bắc Kinh, một cuộc hop lớn hơn của quân đội Trung Quốc đã được triệu tập để lập kế hoạch cho cuộc xung đột sắp tới.
Mao Trạch Đông và các lãnh đạo Trung Quốc đã ban hành một chỉ thị đặt ra mục tiêu cho cuộc chiến tranh. Một cuộc tấn công chính sẽ diễn ra tại khu vực phía đông phối hợp với một cuộc tấn công nhỏ hơn ở khu vực phía tây. Tất cả quân đội Ấn Độ trong lãnh thổ mà Trung Quốc tuyên bố chủ quyền ở phía đông sẽ bị trục xuất, chiến tranh sẽ kết thúc với một thỏa thuận ngừng bắn đơn phương, Trung Quốc sẽ thu hồi các vị trí trước chiến tranh, tiếp theo là quay trở lại bàn thương lượng.
Ấn Độ là lãnh đạo Phong trào không liên kết, Nehru với uy tín quốc tế lớn hơn khiến Trung Quốc _ với một quân đội lớn hơn _ có thể sẽ được miêu tả như là một kẻ xâm lược. Tuy nhiên, Mao Trạch Đông nói rằng một cuộc chiến tranh "sẽ đảm bảo ít nhất là 30 năm hòa bình với Ấn Độ" và xác định các lợi ích để bù đắp chi phí.
Ngày 8 tháng 10, các đơn vị đã bổ sung nhiều cựu binh ưu tú từ Thành Đô (Tứ Xuyên) và quân khu Lan Châu để chuẩn bị hành quân vào Tây Tạng.
Ngày 12 tháng 10, Nehru tuyên bố rằng ông đã ra lệnh cho quân đội "bảo vệ lãnh thổ Ấn Độ trước sự tấn công của quân xâm lược Trung Quốc".
Ngày 14 tháng 10, một bài xã luận trên Nhân Dân nhật báo ban hành cảnh báo cuối cùng của Trung Quốc với Ấn Độ: "Có vẻ như ông Nehru đã hạ quyết tâm tấn công lính gác biên giới Trung Quốc trên một quy mô lớn hơn" rằng quân đội Trung Quốc anh hùng với truyền thống ngoại xâm vẻ vang không bao giờ có thể để bất cứ ai làm phai mờ nó, nếu vẫn còn một số người liều lĩnh bỏ qua các lời khuyên của chúng tôi thì đây là một dịp thử tốt, lịch sử sẽ phán quyết tại thời điểm lịch sử quan trọng này chúng tôi vẫn muốn cảnh báo một lần nữa tới ông Nehru: Hãy kiềm chế tốt hơn khi hai bên đã ở bên bờ vực của chiến tranh và không nên sử dụng cuộc sống của binh lính quân đội Ấn Độ như là các con bài trong canh bạc của ông".
Nguyên soái Lưu Bá Thừa đứng đầu một nhóm để xác định chiến lược cho cuộc chiến,ông kết luận rằng việc chống lại quân đội Ấn Độ là cách tốt nhất và yêu cầu quân đội triển khai tập trung lực lượng để giành chiến thắng quyết định.
Ngày 16 tháng 10, kế hoạch chiến tranh này đã được thông qua và ngày 18 đã được Quốc vụ viện phê duyệt cho một ''phản công tự vệ'' vào ngày 20 tháng 10 năm 1962.

## Trung Quốc mở chiến dịch tấn công
Ngày 20 tháng 10 năm 1962, quân giải phóng nhân dân Trung Quốc (PLA) phát động hai cuộc tấn công trên một chiều dài hơn 1000 km từ đông sang tây, ở phía đông PLA đã tìm cách chiếm hai bờ sông Chu Namka. Một số xung đột cũng diễn ra tại đèo Nathula, bang Sikkim (một vùng thuộc sự bảo hộ của Ấn Độ vào thời điểm đó). Pháo binh Trung Quốc đã dội bão lửa vào quân Ấn Độ, sau bốn ngày chiến đấu ác liệt, 3 trung đoàn của quân đội Trung Quốc đã thành công đáng kể trong việc chiếm một phần lãnh thổ tranh chấp.
Tại các khu vực tranh chấp ở phía đông quân Trung Quốc phát động cuộc tấn công lên bờ nam của sông Chu Namka vào ngày 20 tháng 10. Các lực lượng Ấn Độ chỉ điều tới một tiểu đoàn để bảo vệ biên giới trong khi quân Trung Quốc có ba trung đoàn. Về phía bắc con sông, lực lượng Trung Quốc dự kiến sẽ vượt qua 5 cây cầu bắc qua sông để bảo vệ các điểm giao cắt, tuy nhiên các lực lượng PLA đã bí mật lợi dụng lúc sông đang cạn, nước nông vào tháng 10 để bơi qua. Họ thành lập ra từng tiểu đoàn bí mật dọc theo bờ sông, mỗi tiểu đoàn được giao chống lại một nhóm riêng biệt của quân đội Ấn Độ.
Lúc 5h14' sáng, bão lửa pháo binh Trung Quốc bắt đầu tấn công các vị trí của Ấn Độ, đồng thời cắt đường dây điện thoại của Ấn Độ, ngăn ngừa các lực lượng phòng thủ liên hệ với sở chỉ huy của họ. Vào khoảng 6h30 sáng, bộ binh Trung Quốc đã phát động một cuộc tấn công bất ngờ từ phía sau và buộc các lực lượng địa phương Ấn Độ phải rời khỏi chiến hào của họ.
Quân đội Trung Quốc tràn ngập (như trong các cuộc diễn tập) toàn bộ phía nam của đường McMahon từ Chu Namka. Sợ tổn thất tiếp diễn, nhiều binh lính quân đội Ấn Độ đã trốn thoát vào Bhutan và lực lượng Trung Quốc dừng lại ở biên giới Bhutan không đuổi theo. Bấy giờ, Trung Quốc đã chiếm lại được tất cả các lãnh thổ tranh chấp tại Thagla, nhưng họ vẫn tiếp tục tiến vào phần còn lại của NEFA (North-East Frontier Agency, chỉ lãnh thổ bang Arunnachal Pradesh tháng 1 năm 1972).
Ngày 22 tháng 10 lúc 0h15', PLA bắn súng cối vào Walong trên đường McMahon, lúc 4h PLA bắt đầu bắn vào những trận địa pháo của Ấn Độ. Pháo binh của quân đội Ấn Độ bị thiệt hại nhiều xung quanh thung lũng buộc người Ấn phải dùng súng cối của họ chống lại Trung Quốc ngày hôm sau. Các cuộc đụng độ của quân Trung Quốc với các lực lượng địa phương Ấn Độ dẫn đến kết quả hơn 200 binh sĩ Trung Quốc chết và bị thương, các lực lượng Ấn Độ cũng chịu thương vong nặng nề.
Ngày 23 tháng 10 quân đội Trung Quốc đã phát động cuộc tấn công chia làm 3 mũi trên Tawang, quân Ấn Độ đã rút lui, không kháng cự.

### Khu vực phía tây
Với các khu vực lãnh thổ tranh chấp ở phía tây, PLA đã tìm cách trục xuất các lực lượng Ấn Độ từ thung lũng Chip Chap ở Aksai Chin, vùng này đã bị Trung Quốc kiểm soát hầu hết. Lực lượng Trung Quốc nhanh chóng truy quét các khu vực còn lại của quân đội Ấn Độ. Cuối ngày 19 tháng 10, quân đội Trung Quốc tổ chức một loạt đợt tiến công trên khắp miền tây, đến ngày 22 tháng 10, tất cả các khu vực của bắc Chushul đã bị chiếm.
Ngày 20 tháng 10, người Trung Quốc dễ dàng lấy Chip Chap Valley, Galwan Valley và Pangong, nhiều tiền đồn và đơn vị đồn trú đã không thể chống lại quân Trung Quốc bao vây xung quanh. Hầu hết các đơn vị quân đội Ấn Độ đã kháng cự nhưng đều bị thiệt mạng hoặc bắt làm tù binh. Sự hỗ trợ cho các vị trí tiền tiêu này không hiệu quả (một ví dụ chứng minh là khu vực Galwan vốn đã bị bao vây bởi các lực lượng đối phương từ tháng 8 và mọi nỗ lực để phá thế bị bao vây đều không có kết quả nên sau cuộc tấn công ngày 20 tháng 10 Galwan đã thất thủ).
Ngày 24 tháng 10, các lực lượng Ấn Độ đã chiến đấu để giữ Rezang La Ridge, họ cố gắng ngăn chặn một đường băng sân bay ở gần đó rơi vào tay quân Trung Quốc.
Kết quả quân Trung Quốc chết và bị thương 1000 binh sĩ, con số này phía Ấn Độ là chết 109 người. Sau các cuộc tấn công này phía Ấn Độ đã cho rút nhiều tiền đồn bị cô lập về phía đông nam đường ranh giới nơi mà quân Trung Quốc chưa tiếp cận được để củng cố lực lượng đề phòng quân Trung Quốc tấn công tiếp.

## Tiếp tục chiến tranh
Sau khi nhận được thư từ chối của Nehru, các trận chiến lại tiếp tục nổ ra, Ngày 14 tháng 11 (ngày sinh nhật của Nehru) quân đội Ấn Độ đưa quân vào Walong tấn công vị trí phòng thủ của Trung Quốc tại Sela gây nhiều thiệt hại về người cho phía Trung Quốc, đáp lại phía Trung Quốc tấn công Aksai Chin. Ngày 17 tháng 11, PLA tấn công sư đoàn 4 của Ấn Độ bảo vệ SeLa và Bomdi La thay vì tấn công trực diện, quân Trung Quốc đi vòng theo đường núi cắt đứt một tuyến đường chính dẫn tới Sela cô lập 10.000 quân Ấn Độ tại đây.
Trên mặt trận phía tây ngày 18 tháng 11, PLA phát động cuộc tấn công lớn của bộ binh, lúc 4h35' lợi dụng lúc sương mù dày đặc, quân Trung Quốc tiếp cận mục tiêu, tới 5h45' lúc sương mù tan họ tràn lên tấn công 2 trung đội Ấn Độ phòng thủ tại Gurung Hill, quân Ấn Độ bị bất ngờ, thông tin bị cắt khiến họ không thể gọi pháo binh hỗ trợ nên đến 9h họ buộc phải rút lui. Tại Rezang,quân Trung Quốc bị tấn công bởi 118 quân Ấn Độ, lúc 5h05' quân Trung Quốc phản công, súng máy của họ bắn vào các trận địa phòng thủ của Ấn Độ. Lúc 6h55 khi mặt trời mọc, 8 trung đội quân Trung Quốc tiếp tục tấn công, 10 phút sau trận chiến kết thúc, do không được tiếp tế hậu cần đầy đủ nên quân Ấn Độ chịu thất thủ,phía Trung Quốc cho phép phía Ấn Độ chôn cất người chết theo một tang lễ theo kiểu nhà binh, quân Ấn Độ buộc phải rút về các vị trí trên núi cao, quân Trung Quốc tuyên bố ngưng bắn chấm dứt đổ máu.
Phía Ấn Độ chịu thương vong nặng nề, rất nhiều quân nhân bị chết cóng, cơ thể vùi trong băng giá đông cứng lại với vũ khí trong tay, phía Trung Quốc cũng bị thương vong nặng nề đặc biệt là tại Rezang La, chiến tranh kết thúc ở Aksai Chin nhưng Trung Quốc đã đạt được yêu cầu của họ, binh lính Ấn Độ đã rút khỏi khu vực. Phía Trung Quốc nói rằng quân Ấn Độ còn muốn tiếp tục chiến đấu nữa tuy nhiên họ nên rút lui để tránh thêm thương vong.
PLA thâm nhập ngoại ô Tezpur Assam_ một thị trấn nằm cách biên giới 50 km về phía đông bắc, chính quyền địa phương đã ra lệnh di tản thường dân, các nhà tù được mở,các cơ sở vật chất bị phá hủy, ngoại tệ được mang đi để khỏi rơi vào tay người Trung Quốc.

## Ngưng bắn
Sau chiến tranh Trung-Ấn, bản đồ vùng tranh chấp Kasmir đã bị sửa đổi, Trung Quốc thông báo Aksai Chin đã thuộc Trung Quốc quản lý phía Trung Quốc đã đạt được yêu cầu vì vậy PLA đã không tiến xa hơn, ngày 19 tháng 11 Chu Ân Lai tuyên bố đơn phương ngừng bắn, lệnh ngừng bắn bắt đầu vào nửa đêm 20 rạng sáng ngày 21 tháng 11 năm 1962. Người phát ngôn của Chu Ân Lai nói rằng bắt đầu từ 21/11 binh lính Trung Quốc sẽ ngừng bắn trên dọc tuyến biên giới Trung Quốc-Ấn Độ, quân đội Trung Quốc sẽ lùi về phía sau 20 km tính từ đường kiểm soát thực tế đã tồn tại từ ngày 7 tháng 11 năm 1959. 
Ở phía đông TQ đã lấy lại 20 km kể từ đường ranh giới McMahon mà họ cho rằng bất hợp pháp,ở phía tây TQ sẽ thu hồi 20 km kể từ đường kiểm soát ranh giới như thực tại.
Chu Ân Lai tuyên bố ngừng bắn còn một nguyên nhân khác, đó là:
Ngày 19 tháng 11 phía Ấn Độ yêu cầu Hoa Kỳ hỗ trợ bằng không quân, các tàu sân bay Mỹ được lệnh áp sát bờ biển Ấn Độ nhưng do 24h sau đó Trung Quốc đã tuyên bố đơn phương ngừng bắn để tránh sự can thiệp của Mỹ,các tàu sân bay được lệnh quay trở lại,một cuộc đối đầu Trung-Mỹ đã được tránh. Mặc dù còn một số đụng độ lẻ tẻ diễn ra do một số nơi ở Aksai Chin chưa nhận được lệnh ngừng bắn nhung nhìn chung không bên nào muốn tiếp tục chiến sự, thực tế cuộc chiến đã kết thúc.
Vào cuối cuộc chiến tranh, Ấn Độ tăng cường hỗ trợ cho những người tị nạn Tây Tạng, một số họ đã định cư tại Ấn Độ, Ấn Độ huấn luyện cho (các lực lượng vũ trang Tây Tạng) nhằm chống lại một kẻ thù chung là Trung Quốc, cũng kể từ đây CIA bắt đầu hoạt động nhằm mang lại sự thay đôi chính quyền tại Tây Tạng.

## Sau đó
Năm 1971 Ấn Độ ký một hiệp ước hữu nghị và trợ giúp với Liên bang Xô viết và tăng cường quân đội của mình (năm 1962: 500.000 lính, năm 1970: 825.000). Các cuộc đàm phán biên giới trực tiếp giữa Trung Quốc và Ấn Độ chỉ được tiến hành vào cuối năm 1981. Năm 2005, các cuộc đàm phán tiếp tục diễn ra, trong thời gian đó Trung Quốc lần đầu tiên tuyên bố rõ ràng từ bỏ đòi chủ quyền Sikkim.
Ngày 18 tháng 6 năm 2006, Trung Quốc và Ấn Độ đồng ý ở Lhasa mở một tuyến thương mại cũ ở dãy Himalaya. Thỏa thuận này đánh dấu sự tiến gần nối tiếp giữa 2 cựu thù. Vào ngày 6 tháng 7 năm 2006, lần đầu tiên kể từ năm 1962, Đèo Nathu-La được mở cửa trở lại ở độ cao trên 4.000 mét. Con đường núi trên con đường Tơ lụa lịch sử kết nối miền nam Tây Tạng với bang Sikkim của Ấn Độ.
Vào ngày 15 tháng 4 năm 2013, binh lính của Quân Giải phóng Nhân dân Trung Quốc tiến vào sâu 19 km ở tỉnh Ladakh của Ấn Độ đến làng Daulat Beg Oldi. Quân Ấn Độ chuyển quân đến đối diện cách 300 mét. Theo Bộ Ngoại giao Ấn Độ, vào ngày 6 tháng 5, trước khi có chuyến thăm chính thức của Ngoại trưởng Ấn Độ Salman Khurshid tới Trung Quốc, cuộc khủng hoảng đã được giải quyết. Về những điều kiện để quân đội Trung Quốc rút về, không ai biết. Cuộc chiến dường như không xảy ra trong khoảng thời gian khủng hoảng khoảng ba tuần.
Vào tháng 7 năm 2016, Ấn Độ cho hai trung đoàn xe tăng đóng quân trong khu vực. Một trung đoàn thứ ba được bổ sung cuối năm 2016 để quân bình lực lượng với quân đội Trung Quốc.